# ピンク・フロイドの道
『ピンク・フロイドの道』 (Relics) は、1971年に発表されたピンク・フロイドのアルバム。シングルやアルバム収録曲などが選曲された初期コンピレーションアルバムである。
初期3枚のアルバム『夜明けの口笛吹き』、『神秘』、『モア』から選曲されている他、アルバム未収録だったシングル「アーノルド・レーン」や「シー・エミリー・プレイ」など、貴重な楽曲が収録されている。また、「夢に消えるジュリア」、一般的にはアルバム『ウマグマ』（1969年発売）収録のライヴ・ヴァージョンで知られている「ユージン、斧に気をつけろ」のスタジオ・ヴァージョン（両曲とも、1968年にシングルB面として発表）等も収録されている。全体的にサイケデリック指向の強い編集盤となっている。シド・バレット時代の曲も多く選曲されており、メンバーのシドに対する思いを感じさせる。
アルバム・ジャケットの「楽器の城」のような不思議なイラストは、ドラマーのニック・メイスンによるもの。再発CD版のジャケットでは、そのイラストを基にした模型が使われている。
イギリスでは最高位32位を記録。
1971年の同バンドの初来日に際し、来日記念盤としてこのアルバムから「夢に消えるジュリア」が日本でのみシングルカットされた。

## 収録曲
1. アーノルド・レーン - Arnold Layne (Barrett)
2. 星空のドライブ - Interstellar Overdrive (Barrett, Waters, Wright, Mason)
3. シー・エミリー・プレイ - See Emily Play (Barrett)
4. 追想 - Remember A Day (Wright)
5. 絵の具箱 - Paint Box (Wright)
6. 夢に消えるジュリア - Julia Dream (Waters)
7. ユージン、斧に気をつけろ - Careful With That Axe, Eugene (Waters, Wright, Mason, Gilmour)
8. サイラス・マイナー - Cirrus Minor (Waters)
9. ナイルの歌 - The Nile Song (Waters)
10. バイディング・マイ・タイム - Biding My Time (Waters)
11. バイク - Bike (Barrett)